# Ален Безансон
Ален Безансон (на френски: Alain Besançon) е френски политолог, историк, социолог и философ, специалист по история на Русия, СССР и руска литература. Преподава във Висшето училище по социални науки (на френски: École des hautes études en sciences sociales, съкр. EHESS) в Париж. Член е на Френската Академия за морални и политически науки.